# فرودگاه جرج ام براین
فرودگاه جرج ام براین (به انگلیسی: George M. Bryan Airport) یک فرودگاه همگانی بهره‌برداری هوایی است که یک باند فرود آسفالت و بتن دارد و طول باند آن ۱۶۹۲ متر است. این فرودگاه در کشور ایالات متحده آمریکا قرار دارد و در ارتفاع ۱۰۱ متری از سطح دریا واقع شده‌است.